# Inspector Lestrade
L'inspector Lestrade és un agent de Scotland Yard fictici que apareix en diverses històries de Sherlock Holmes, el personatge creat per Arthur Conan Doyle. La seua primera inicial és G., revelat en La caixa de cartó (del llibre El darrer cop d'arquet, publicat en 1917).

## Lestrade en l'obra de Conan Doyle
En la novel·la Estudi en escarlata, Holmes afirma que Lestrade i un altre detectiu, Tobias Gregson, tenen una rivalitat permanent.
| «                      | Gregson és l'home més agut de Scotland Yard[...]. Ell i Lestrade són el millor d'un grup d'obtusos. Actuen amb rapidesa i energia, però sense eixir-se de la rutina. Són odiosament rutinaris. A més, s'acoltellen l'un a l'altre. Són tan gelosos com una parella de beutats professionals. | » |
| — Estudi en escarlata. | |   |

En El gos dels Baskerville, Holmes comenta al Dr. Watson que Lestrade "és el millor dels professionals, a la meua opinió" volent diferenciar als detectius professionals empleats per Scotland Yard d'ell mateix. Lestrade és descrit com "un home prim, paregut a una fura i de mirada furtiva i astuta" en El misteri de la vall de Boscombe (Les aventures de Sherlock Holmes).
Lestrade s'exaspera amb freqüència pels mètodes poc convencionals de Holmes. En El misteri de la vall de Boscombe afirma que "sóc un home pràctic". No obstant això, amb el temps realment arriba a apreciar i respectar el registre d'èxits del detectiu no oficial. En Els sis Napoleons (El retorn de Sherlock Holmes), Lestrade li diu a Holmes: "No estem gelosos de vosté en Scotland Yard. No, senyor, estem molt molt orgullosos de vosté". Watson pren nota que aquest comentari és un dels pocs casos en els que Holmes es mostra visiblement commogut.

## Aparicions en canon
| Cas                                           | Data del cas | Data de publicació | Localització                             |
| --------------------------------------------- | ------------ | ------------------ | ---------------------------------------- |
| Estudi en escarlata                           | 1881         | 1887               | Londres                                  |
| "The Adventure of the Cardboard Box"          | 1890         | 1893               | London Borough of Croydon                |
| "The Adventure of the Noble Bachelor"         | 1888         | 1892               | Londres                                  |
| "The Boscombe Valley Mystery"                 | 1889         | 1891               | Herefordshire                            |
| El gos dels Baskerville                       | 1889         | 1901               | Devon                                    |
| "The Adventure of the Empty House"            | 1894         | 1903               | Londres                                  |
| "The Adventure of the Second Stain"           | 1888         | 1905               | Londres                                  |
| "The Adventure of the Norwood Builder"        | 1894         | 1903               | South Norwood                            |
| "The Bruce-Partington Plans"                  | 1895         | 1908               | Woolwich                                 |
| "The Adventure of Charles Augustus Milverton" | desconegut   | 1904               | Hampstead, ara London Borough of Camden. |
| "The Adventure of the Six Napoleons"          | 1900         | 1904               | Londres                                  |
| "The Disappearance of Lady Frances Carfax"    | 1901         | 1911               | Lausanne                                 |
| "The Adventure of the Three Garridebs"        | 1902         | 1924               | Middlesex, by Tyburn Tree                |